# Montagnes Magazine
Montagnes Magazine est un journal mensuel vendu en kiosque et sur abonnement, fondé en 1978 et consacré à la Montagne.

## Contexte
La presse de montagne a d'abord été celle de passionnés et connaisseurs, dont le nombre croît fortement dans les années 1950, et rédigée par les experts du Groupe de haute montagne, dont 70 % sont décédés en montagne. En 1955, la revue du CAF (La Montagne) fusionne avec celle du GHM (Alpinisme) pour donner naissance à La Montagne et Alpinisme.
Lors de la création du magazine, au tournant des années 1980, il se donne pour vocation d'être le "mensuel le plus complet de la montagne", face à ses concurrents qui sont Ski Flash Magazine, Alpinisme & Randonnée, Ski Français, La Neige, Montagne (CAF) et Ski de Fond de France.

## Création
Michel Drapier et Gilles Chappaz signaient les premiers éditos et la couverture du premier numéro de Montagnes Magazine, publié en 1978, est consacrée à une affiche datant de 1910 de la compagnie privée des Chemins de fer qui desservait les vallées de la Maurienne et de Chamonix, le « PLM », pour Paris à Lyon et à la Méditerranée. Un autre cofondateur, Guy Chaumereuil, journaliste, spécialiste des problématiques de la montagne, qui sera président du Parc national de la Vanoise en 2014 et 2015, est ensuite le rédacteur en chef de Montagnes Magazine. Il a travaillé auparavant dans la presse écrite, à La Vie nouvelle et Le Progrès à Chambéry, ainsi qu'à Ville ouverte. Il a, par ailleurs, assuré la chronique montagne de France Info. Parmi les autres rédacteurs en chef de Montagnes Magazine, Jean-Marc Porte, Christophe Raylat, Philippe Descamps, Jocelyn Chavy et Manu Rivaud.
Montagnes Magazine a créée la récompense du "Piolets d'or" en 1991,, en référence au piolet, l'outil des alpinistes, remis lors d'une manifestation annuelle valorisant des ascensions alpines exceptionnelles réalisées l'année précédente. Lors de la première en 1992, l'attribution du Piolet d'Or est alors accordée annuellement à une seule ascension 1992. Il est ainsi remis en 1992 à Andrej Štremfelj et Marko Prezelj (Slovénie) pour une voie de 3 000 m au pilier Sud du sommet Sud du Kanchenjunga (8 476 m) (Himalaya).
En 2009, une nouvelle manifestation, "Les Piolets d'Or", récompense une même année diverses ascensions.